# Doug
A Doug, az 5. évadtól Doug kalandjai (eredeti cím: Doug (1–4. évad) / Brand Spanking New! Doug (5–7. évad)) animációs televíziós sorozat, amelyet Jim Jinkins készített a Nickelodeon számára. Ez a sorozat volt a Nickelodeon animált rajzfilmjeinek, a Nicktoons-oknak a második tagja, a Fecsegő tipegők után.  1996-tól a Disney-hez került a sorozat, ekkor el is kezdték kritizálni a színvonalát. Az eredeti Nickelodeon sorozatból 4 évad készült, ami 52 epizódot tartalmaz, amely 1991. augusztus 11-től 1994. január 2-ig ment. A Disney sorozatból 65 epizódot sugároztak az ABC-n, az 5. évadtól a 7. évadig, 1996. szeptember 7-től 1999. június 26-ig. Magyarországon a Nickelodeon-os változatból 2 évadot mutattak be az MTV1-n, 1999-től 2002-ig pedig a Minimax vetítette. A 3–4. évadhoz nem készült magyar szinkron. A Disney-s változatot az RTL Klub sugározta. A sorozat összesen 7 évadot ért meg 117 epizóddal. Film is készült belőle A kék szörny címmel.

## Rövid tartalom
A sorozat egy Doug Dili nevű 12 éves fiúról szól, aki korábbi városából, Bloatsburg-ből egy új városba, Bluffington-ba költözött. Doug egy nagy fantáziával megáldott fiú, aki naplójában élményeit és tapasztalatait írja le az új várossal meg az élet dolgaival kapcsolatban. Legjobb barátja Szkitó Valentin, szerelme/barátnője pedig Patricia "Patti" Majonéz, akibe Doug fülig szerelmes. Doug ellenségét Roger Klotznak hívják. Néha Roger kedves vele, de az ritka esemény.

## Szereplők
| Szereplő                | Eredeti hang                                      | Magyar hang             | Magyar hang                                        |   |
| Szereplő                | Eredeti hang                                      | 1–2. évad (Nickelodeon) | 5–7. évad (Disney)                                 |   |
| ----------------------- | ------------------------------------------------- | ----------------------- | -------------------------------------------------- | - |
| Doug Dili               | Billy West (1–4. évad) Thomas McHugh (5–7. évad)  | Bolba Tamás             | Markovics Tamás                                    |   |
| Patti Majonéz           | Constance Shulman Roxanne Beck (ének)             | Hámori Eszter           | Bognár Anna                                        |   |
| Szkitó Valentin         | Fred Newman                                       | Bor Zoltán              | Dányi Krisztián                                    |   |
| Csülök                  | Fred Newman                                       | saját hangján           | saját hangján                                      |   |
| Bud Dink                | Fred Newman                                       | Forgács Gábor           | Koncz István                                       |   |
| Cleopatra Dirtbike Dili | Fred Newman                                       | –                       | N/A                                                |   |
| Roger Klotz             | Billy West (1–4. évad) Chris Phillips (5–7. évad) | Rajkai Zoltán           | Láng Balázs                                        |   |
| Beebe Bluff             | Alice Playten                                     | Somlai Edina            | Bogdányi Titanilla                                 |   |
| Connie Benge            | Becca Lish                                        | Sz. Nagy Ildikó         | Mezei Kitty                                        |   |
| Theda Dili              | Becca Lish                                        | Ábrahám Edit            | Orosz Anna                                         |   |
| Judy Dili               | Becca Lish                                        | Dudás Eszter            | Csondor Kata                                       |   |
| Phil Dili               | Doug Preis                                        | Kerekes József          | Galbenisz Tomasz (1. hang) Juhász György (2. hang) |   |
| Chalky Studebaker       | Doug Preis                                        | N/A                     | N/A                                                |   |
| Lamar Bone              | Doug Preis                                        | Harsányi Gábor          | Fekete Zoltán                                      |   |
| Tippi Dink              | Doris Belack                                      | Tóth Judit              | Illyés Mari                                        |   |
| Bob White               | Greg Lee                                          | Beregi Péter            | Balázsi Gyula                                      |   |
| Elaine Perigrew         | Fran Brill                                        | Czigány Judit           | Szórádi Erika                                      |   |
| Mrs. Wingo              | Doris Belack                                      | Magda Gabi              | N/A                                                |   |
| Cowpoke Pete            | Bruce Bailey Johnson                              | Barbinek Péter          | –                                                  | – |
| Betty Ann               | Alice Playten                                     | Pálos Zsuzsa            | –                                                  | – |

- További magyar hangok (1–2. évadban): Bakó Márta, Menszátor Magdolna, Sztarenki Pál, Sinkovits-Vitay András

## Magyar változat
| Beosztás           | 1–2. évad (Nickelodeon)    | 5–7. évad (Disney)           |
| ------------------ | -------------------------- | ---------------------------- |
| Magyar szöveg      | Szentistványi Rita         | Moduna Zsuzsa                |
| Szerkesztő         | Kovács Katalin             | –                            |
| Hangmérnök         | Kovács Gábor               | Igor Lattes                  |
| Rendezőasszisztens | Varga Erzsébet             | –                            |
| Vágó               | Kozma Mari                 | José F. Lattes               |
| Gyártásvezető      | Katócs Katalin Fehér Tamás | Vigvári Ágnes                |
| Szinkronrendező    | Andor Péter                | Dobay Brigitta               |
| Zenei rendező      | –                          | Bolba Tamás                  |
| Produkciós vezető  | –                          | Szabó Nicolette              |
| Felolvasó          | Bolba Tamás                | Tóth G. Zoltán               |
| Megrendelő         | Magyar Televízió           | Disney Character Voices Inc. |
| Szinkronstúdió     | Mikroszinkron              | Masterfilm (Digital) Kft.    |